# Calliptamus madeirae
Calliptamus madeirae is een rechtvleugelig insect uit de familie veldsprinkhanen (Acrididae). De wetenschappelijke naam van deze soort is voor het eerst geldig gepubliceerd in 1937 door Uvarov.
1. ↑  (en) Calliptamus madeirae op de IUCN Red List of Threatened Species.